# Primo-parentalité
Pour les sciences humaines, la primo-parentalité, ou primo-natalité, est l'état des individus ayant eu leur premier enfant. On l'étudie généralement, d'un point de vue sociodémographique, selon l'âge auquel les différentes générations y accèdent.